# Ca n'Amat (Sant Esteve Sesrovires)
Ca n'Amat és un habitatge a la urbanització de Ca n'Amat de Sant Esteve Sesrovires (Baix Llobregat) catalogat a l'Inventari del Patrimoni Arquitectònic de Catalunya. Residència senyorívola de planta baixa i dos pisos separats per frisos. Les obertures, finestres a la planta baixa i balcons als pisos superiors, estan emmarcades per motllures. A la part posterior hi ha una tribuna que agafa tota l'alçada de l'edifici; a les laterals hi ha dues galeries: una adossada i formada per un seguit d'arcs i l'altra, pertanyent a la mateixa construcció, té un seguit de columnes i està acabada per un fris de ceràmica modernista. La coberta és a dues aigües, paral·leles a la façana principal; a la part central s'aixeca una torratxa. Originàriament aquesta masia estava tancada per un barri, actualment modificat. Al seu interior es conserven pintures, en part restaurades. Tant l'exterior com l'interior presenten la seva estructura originària, encara que s'han fet obres de conservació. Aquesta estructura, si bé és de caràcter neoclàssic, ja presenta influències modernistes en l'ornamentació.